# Динцес, Абрам Ильич
Абрам (Аркадий) Ильич Динцес (1904—1981) — советский учёный, изобретатель полиэтилена (1936), лауреат Сталинской премии.

## Биография
После окончания института работал в Государственном институте высокого давления, руководитель группы.
В 1933—1936 гг. английские исследователи Фосетт и Джибсон и А. И. Динцес независимо друг от друга получили твердый высокомолекулярный полимер, применив давление свыше 1000 ат и температуру 300 градусов Цельсия. Динцес не смог запатентовать своё изобретение, так как патентоведы объявили о бесперспективности нового вещества «в силу его исключительной химической инертности».
С 1940-х гг. работал в ЦИАТиМ, впоследствии Всесоюзный научно-исследовательский институт по переработке нефти, ВНИИНП. В конце 1940-х гг. во время борьбы с космополитизмом стал пользоваться именем Аркадий.
Умер в 1981 году. Урна с прахом захоронена в колумбарии Введенского кладбища.

## Научная деятельность
Соавтор уравнения самозамедляющихся реакций Динцеса — Фроста.

### Публикации
- Синтетические смазочные масла [Текст] / А. И. Динцес, А. В. Дружинина. — Москва : Гостоптехиздат, 1958. — 350 с. : схем.; 22 см.
- Голосов, Анатолий Павлович, Абрам Альич Динцес. Технология производства полиэтилена и полипропилена [Текст]. — Москва : Химия, 1978. — 214 с. : ил.; 20 см.
- Основы технологии нефтехимического синтеза [Текст] : [Сборник статей] / Под ред. проф. А. И. Динцеса и проф. Л. А. Потоловского. — Москва : Гостоптехиздат, 1960. — 852 с. : ил.; 27 см.

## Награды и звания
- Сталинская премия (1948 год) — за разработку промышленного способа получения химического продукта.